# 管弦組曲
管弦組曲是巴哈管弦樂作品的代表作之一，又稱「序曲」（Ouvertüre），一共四部。

## 概說
巴洛克時期序曲的典型，是以一首法國式序曲作前導，其後加上各式舞曲的組合，而舞曲的種類與數量由作曲家自行決定。四部作品最初並不是成套的，但因曲式相同故常被放在一起討論。這種體裁由法國作曲家盧利首創，是從歌劇序曲所作的延伸，為莊重的慢板－賦格風格的快板－莊重的慢板構成的三段體，稱為「法國式序曲」；之後盧利與其門生又在法國式序曲後接上各式管弦舞曲，可能來自歌劇，便逐漸形成了此一曲式的傳統。
後世之所以稱此為「組曲」是因為作品由多首舞曲組成，並且當時尚無總結全曲的名稱出現，但在巴哈的時代，「組曲」有更嚴格的意義，需由一定種類的舞曲組成；像這類舞曲自由排列、且以法國式序曲開頭的作品，正式名稱應為「序曲」。

## 分析

### 第1號管弦組曲
雖然從現存的譜稿來看，第1號管弦組曲（作品號BWV 1066）約作於1724–25年之間，但從風格推斷，創作年代可以追溯回1718年。
樂器編制：雙簧管*2，低音管，小提琴兩部，中提琴，數字低音
1. 序曲，4/4—2/2—4/4拍子
2. 庫朗舞曲（courante），3/2拍子
3. 嘉禾舞曲（gavotte） I/II，2/2拍子
4. 佛拉納舞曲（forlana），6/4拍子
5. 小步舞曲（minuet） I/II，3/4拍子
6. 布雷舞曲（bourrée） I/II，2/2拍子
7. 巴瑟比舞曲（passepied） I/II，3/4拍子

### 第2號管弦組曲
巴哈的簽名稿顯示第2號管弦組曲（作品號BWV 1067）完成於1738–1739年，但如同他的許多後來沿用的作品，此曲被推定為作於柯騰時期，可能是1721年，也就是在與《第五號布蘭登堡協奏曲》同一時期所作。本作是巴哈唯一為獨奏的長笛與管弦樂團而寫的樂曲。這當中最耳熟能詳的便是最後一首的滑稽曲（又直接音譯為「巴迪奈利」），以其清澈明朗的風格及活潑的節奏而受到歡迎。

樂器編制：長笛，小提琴兩部，中提琴，數字低音
1. 序曲，4/4—2/2—3/4拍子
2. 輪旋曲（rondo），2/2拍子
3. 薩拉邦德舞曲（sarabande），3/4拍子
4. 布雷舞曲 I/II，2/2拍子
5. 波蘭舞曲/變奏曲（polonaise/double），3/4拍子
6. 小步舞曲，3/4拍子
7. 滑稽曲（badinerie），2/4拍子

### 第3號管弦組曲
同樣，現存最古老的樂譜顯示第3號管弦組曲（作品號BWV 1068）完成於1730年，但仍被認為創作於更早的柯騰時期。本作最知名的部份是第二首的歌調，被德國小提琴家奧古斯都·威爾海密改編為「G弦之歌」（Air on the G String）。
樂器編制：雙簧管*2，小號*3，定音鼓，小提琴兩部，中提琴，數字低音
1. 序曲，4/4—2/2—4/4拍子
2. 歌調（air），4/4拍子
3. 嘉禾舞曲 I/II，2/2拍子
4. 布雷舞曲，2/2拍子
5. 基格舞曲（gigue），6/8拍子

### 第4號管弦組曲
第4號管弦組曲（作品號BWV 1069）現存最早樂譜的日期顯示為1730年，但其實早於1725年之前業已創作，因為當年上演的清唱劇BWV 110 便使用了本作的序曲部份。
樂器編制：雙簧管*3，小號*3，低音管，定音鼓，小提琴兩部，中提琴，數字低音
1. 序曲，4/4—9/8—4/4拍子
2. 布雷舞曲 I/II，2/2拍子
3. 嘉禾舞曲，2/2拍子
4. 小步舞曲 I/II，3/4拍子
5. 歡樂曲（Réjouissance），3/4拍子

## 外部連結
- 巴哈第1號管弦組曲：国际乐谱典藏计划上的乐谱
- 巴哈第2號管弦組曲：国际乐谱典藏计划上的乐谱
- 巴哈第3號管弦組曲：国际乐谱典藏计划上的乐谱
- 巴哈第4號管弦組曲：国际乐谱典藏计划上的乐谱